# Anyphops sponsae
Anyphops sponsae är en spindelart som först beskrevs av Roger de Lessert 1933.  Anyphops sponsae ingår i släktet Anyphops och familjen Selenopidae. Inga underarter finns listade i Catalogue of Life.